# Премариакко
Премариакко (итал. Premariacco) —  коммуна в Италии, располагается в регионе Фриули-Венеция-Джулия, в провинции Удине.
Население составляет 4153 человека (2008 г.), плотность населения составляет 103 чел./км². Занимает площадь 39 км². Почтовый индекс — 33040. Телефонный код — 0432.
Покровителем коммуны почитается святой Сильвестр, папа Римский. Праздник ежегодно празднуется 31 декабря.

## Демография
Динамика населения:

## Администрация коммуны
- Официальный сайт: http://www.premariacco.net/ Архивная копия от 14 июня 2012 на Wayback Machine